# Rover Company
Rover Company — британская автомобилестроительная компания. Была упразднена в 2005 году, марку Rover хотела купить китайская компания SAIC, но торговая марка была продана Ford. В настоящее время автомобили под маркой «Rover» не выпускаются.

## История
Компания Rover основана в 1887 году Джоном Кемпом Старли и Уильямом Саттоном. Компания начинала свою деятельность с выпуска велосипедов. Первый велосипед марки Rover появился в 1884 году, а уже в 1886 году впервые был запатентован первый так называемый «Безопасный велосипед Старли», патент на изобретение принадлежал Джону Кемпу Старли. Основной отличительной особенностью этого велосипеда было наличие привода на заднее колесо, которое приводилось в движение при помощи педалей и цепи, в то время как более ранние модели велосипедов имели маленькое заднее и огромное переднее колесо, на котором находились педали т. н. Pennyfarthing.
Первый автомобиль марки Rover появился в 1889 году и представлял собой простой экипаж с восьмисильным двигателем. Продвижение компании на автомобильном рынке началось после смерти Старли в 1901 году и связано прежде всего с приходом в компанию Гарри Смита, который в 1904 году вовлекает компанию в автомобильный бизнес. Первая серия автомобилей Rover была выпущена в 1904 году. Авто этой серии представляли собой двухместный автомобиль с мощностью мотора всего 8 лошадиных сил, с водяным охлаждением. Однако нельзя было считать машину комфортной, так как она практически не имела задней подвески: задний мост крепился непосредственно к раме.
В 1905 году Rover выпускает новый вид автомобиля — это Rover6. Модель имела задние рессоры и такой же, как у предыдущей модели двигатель. Однако объём двигателя был меньше, всего 0,8 литра. Также в 1905 году появились новые четырёхцилиндровые модели автомобиля: 16/2016/20 и 10/12, которые имели рычаг, позволяющий водителю крутить распредвал. Rover6 выпускался на протяжении 7-ми лет вплоть до 1913 года.
Выпуск новой модели Rover связан прежде всего с приходом в компанию Оуэна Клегга (1910 год), который выпустил в продажу 12-сильную модель Rover 12 с 4-цилиндровым двигателем объёмом 2,3 литра. Особенностью этой модели было оснащение двигателя масляным насосом. Это был первый подобный двигатель компании. Также модель оснащена электрическими фарами. Модель выпускалась до 1914 года.
Во время Первой мировой войны Клегг перешёл на конвейерную сборку автомобилей, вместо ручной, которая практиковалась ранее. А также приоритетным направлением компании было производство военной техники, в основном это были мощные мотоциклы для Британской и Русской армий, трехтонные грузовики и кареты скорой помощи.
После войны компанией выпущена обновленная версия Rover 12 с индексом Rover 14, отличающейся новой головкой блока и большей мощностью. В связи с тяжелой экономической послевоенной ситуацией компанией потребителям был предложен экономичный автомобиль Rover 8 с литровым 2-цилиндровым двигателем мощностью 8 л.с., разгонявшим авто почти до 60 км/ч. Низкая стоимость привлекала покупателей и за 6 лет компанией было выпущено порядка 17 тысяч машин.
В 1924 году выходит новая модель Rover 9/20, однако она не имела успеха, так как и дизайн и характеристики автомобиля уже давно нуждались в обновлении.
Именно с этой целью в компанию приглашен норвежский конструктор Питер Поппе, который разрабатывает новую модель Rover 14/45. Норвежец разработал ранее никем не применявшуюся схему строения двигателя. В автомобиле использовался верхневальный мотор с полусферической камерой сгорания. Однако на практике автомобиль получился слишком тяжелым, прожорливым, имел проблемы с распредвалом и утечкой масла. Поэтому в 1925 году модель была заменена новым автомобилем с индексом 16/50, которая обладала мотором объёмом 2,4 литра.
В 1928 году Питер Поппе разработал 6-цилиндровый двигатель, модель получила название Rover 16 hp Light Six.
В 1932 году появляется Rover 14 Speed, который развивал скорость до 130 км/ч. Именно этой модели компания Rover обязана получению репутации как компании, производящей быстрые и элегантные автомобили: кожаный салон машины украшен вставками из полированного шпона и богатой декоративной отделкой.
С началом Второй мировой войны компания Rover вновь переориентировалась на производство военной техники, теперь это были двигатели и алюминиевые крылья для авиации и силовые установки для английской армии, а также реактивные турбины для британских истребителей Gloster.
После войны в тяжелой экономической обстановке руководством компании принято решение о выпуске автомобилей на экспорт. Так появилась леворульная серия моделей P2. Однако по части внутренней отделки автомобиля компания осталась верной себе: кузов P2 представлял собой стальные кузовные панели, закрепленные на раме из ясеня, кожаный салон украшен вставками из дерева. В 1946 году за рубеж было продано 50 % автомобилей, а в 1947 году — 75 %. В этом же 1947 году в салоне появляется место под радио, устанавливается отопитель. Но машина казалась старомодной и поэтому в 1947 году выпуск этой модели прекращен.
После чего руководство компании решает делать ставку на потребителей среднего класса, в связи с чем появляется новая модель автомобиля — P3. Она получает полностью металлический кузов, независимую переднюю подвеску, а также гидромеханический привод передних тормозов. Выпускались две модификации модели, которые различались по мощности двигателя: Rover 60 и Rover 75 мощностью 60 и 75 л.с., соответственно. Модель P3 выпускалась вплоть до конца 1949 года.
В 1949 году Rover P4 оказался лидером европейской автомобильной промышленности, так как за основу модели был взят американский Studebaker Champion, капот и крылья которого составляли единое целое. Отказавшись от привычной решетки радиатора, конструкторы Rover P4 оставили на радиаторе третью фару, из-за чего Rover 75 получил прозвище «циклоп». Однако вскоре выяснилось, что эта фара ухудшает охлаждение двигателя, и к 1952 году от неё отказались. В 1950 году на модели появляется гидравлическая тормозная система.
В 1956 году появляется Roverdrive (P4 105R), который стал первой в истории фирмы моделью с автоматической коробкой передач.
Rover P4 выпускался вплоть до 1964 года, за этот период было выпущено 130342 автомобилей.
Rover P5 появился в 1958 году. По дизайну был похож на автомобили марки Jaguar того времени: машина стала более широкой, низкой и с более плавными обводами кузова. Дизайнером модели стал Дэвид Бач. Автомобиль обладал независимой торсионной подвеской спереди и зависимой рессорной сзади, результатом чего стала хорошая управляемость автомобиля.
В 1962 году дебютировала версия P5 Coupe. Автомобиль имел более низкую крышу, тахометр и датчик давления масла. А в 1963 году мощность двигателя возрастает уже до 134 лошадиных сил.
Rover P6 появился в 1963 году. Автомобиль имел несущий кузов, дисковые тормоза, а также 4-цилиндровый двигатель, который разгонял автомобиль до 100 км/ч за 14 секунд.
В 1976 году появляется Rover SD1, который заменил Rover P5 и Rover P6. Именно эта модель (хетчбэк) в 1977 году выиграла титул «Автомобиля Года» в Европе.
В 1984 году появился компактный переднеприводной Rover 200, он был создан совместно с компанией Honda. За основу модели была взята Honda Civic. В 1986 году опять же совместно с Honda был выпущен седан Rover 800, который объединил в себе признаки как Ровера (2-литровый мотор Rover), так и от Honda (двигатель V6).
В 1989 году Rover 200 был обновлен и получил новый двигатель K-серии, а также начался выпуск Rover 400, являющегося развитием 200-й серии.
Следствием того, что в 1994 году компания Rover была куплена компанией BMW, стал полностью обновленный модельный ряд Rover. Так, были выпущены новые модели 200-й и 400-й серии. А в конце 1998 миру предстал Rover 75.
В 2000 году марка вместе с со всей компанией MG Rover Group была продана концерном BMW компании Phoenix Consortium, принадлежавшей топ-менеджерам , и в течение 2000 - 2005 годов автомобили под маркой Rover (Rover 25, 45, 75) выпускались без участия других автопроизводителей.
В 2005 году банкротство MG Rover Group стало очевидным; чертежи флагмана - Rover 75 - были проданы SAIC Motors (Китай), а торговая марка Rover была продана Ford, которому принадлежала марка Land Rover. В настоящее время марка Rover, вместе с маркой Land Rover, принадлежат Tata Motors.